# Torrent de la Coma (Berguedà)
El Torrent de la Coma és un afluent per l'esquerra de l'Aigua de Valls que transcorre íntegrament pel terme municipal de Saldes, al Berguedà.
Tot el seu recorregut el fa per territoris integrats en el Pla d'Espais d'Interès Natural (PEIN) de la Generalitat de Catalunya i més concretament en l'espai de la Serra d'Ensija - Els Rasos de Peguera.

## Xarxa hidrogràfica
La xarxa hidrogràfica del Torrent de la Coma, que també transcorre íntegrament pel terme municipal de Saldes, està constituïda per tres cursos fluvials la longitud total dels quals suma 3.703 m.